# 安加马利
安加马利（羅馬化：Angamāli）是印度喀拉拉邦埃尔纳古勒姆县的一个城镇。总人口33424（2001年）。

## 人口
该地2001年总人口33424人，其中男性16448人，女性16976人；0—6岁人口3767人，其中男1900人，女1867人；识字率84.16%，其中男性为85.55%，女性为82.82%。